# Richard Ray

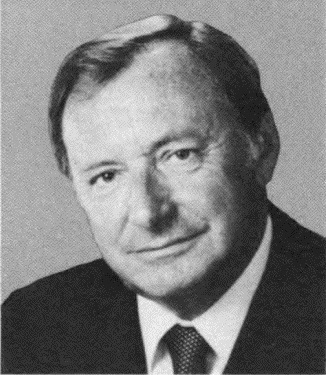
Richard Ray (1985)

Richard Belmont Ray (* 2. Februar 1927 in Fort Valley, Crawford County, Georgia; † 29. Mai 1999 in Macon, Georgia) war ein US-amerikanischer Politiker. Zwischen 1983 und 1993 vertrat er den Bundesstaat Georgia im US-Repräsentantenhaus.

## Werdegang
Richard Ray besuchte die öffentlichen Schulen seiner Heimat einschließlich der Crawford County High School, die er im Jahr 1944 abschloss. Zwischen 1944 und 1946 diente er in der Endphase des Zweiten Weltkrieges in der US Navy. Danach arbeitete er von 1946 bis 1950 als Farmer und anschließend bis 1972 als Geschäftsmann. Politisch wurde Belmont Mitglied der Demokratischen Partei. Von 1964 bis 1970 amtierte er als Bürgermeister der Stadt Perry im Houston County. Im Jahr 1969 war er Präsident des Städtetages von Georgia (Georgia Municipal Association). Zwischen 1972 und 1982 arbeitete Ray im Stab von US-Senator Sam Nunn.
Bei den Kongresswahlen des Jahres 1982 wurde Ray im dritten Wahlbezirk von Georgia in das US-Repräsentantenhaus in Washington, D.C. gewählt, wo er am 3. Januar 1983 die Nachfolge von Jack Thomas Brinkley antrat. Nach vier Wiederwahlen konnte er bis zum 3. Januar 1993 fünf Legislaturperioden im Kongress absolvieren. Bei den Wahlen des Jahres 1992 unterlag er dem Republikaner Mac Collins.
Nach seinem Ausscheiden aus dem US-Repräsentantenhaus zog sich Ray aus der Politik zurück. Er lebte in Byron und in Alexandria (Virginia). Richard Ray starb am 29. Mai 1999 in Macon.